# Hérouxville
Ne doit pas être confondu avec Hérouville.
Hérouxville (prononcé : [eʁuvil] ; et anciennement Saint-Timothée-d'Hérouxville) est une municipalité de paroisse du Québec (Canada) située dans la municipalité régionale de comté (MRC) de Mékinac, en Mauricie. Son territoire fait surtout partie de la Batiscanie.

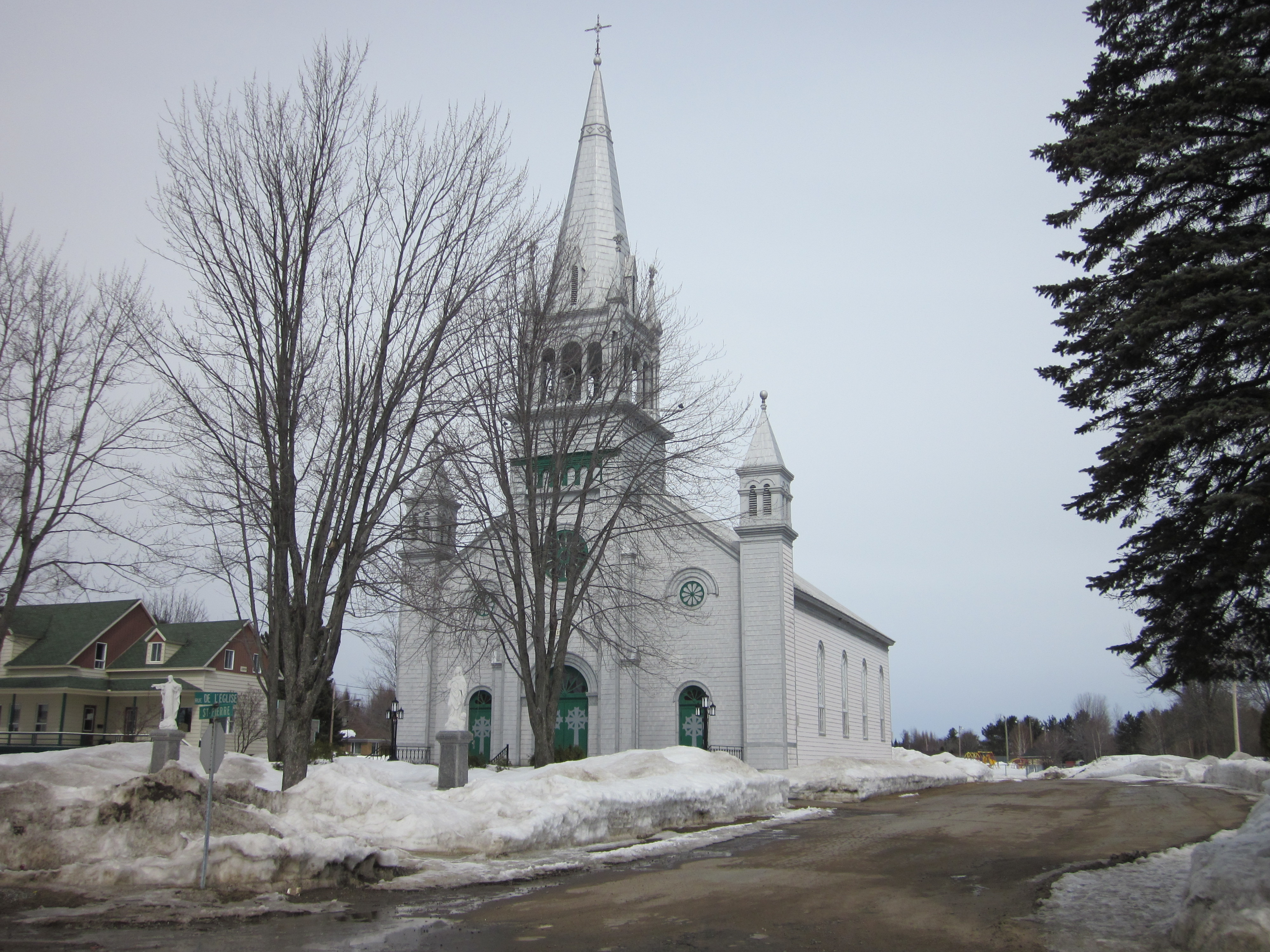
Église Saint-Timothée.

Hérouxville est une petite municipalité, au cœur d'un territoire à vocation principalement agricole; la sylviculture et les activités récréotouristiques constituent une partie de l'économie locale. Selon le schéma d'aménagement révisé de la MRC de Mékinac, en vigueur le 27 février 2008, Hérouxville comptait : 104 chalets, 22 fermes exploitant 1 685 hectares en culture, 13 commerces/services et trois établissements industriels. 

## Toponymie
Le toponyme Saint-Timothée a été attribué à cette mission catholique, car Tite, Thècle et Timothée étaient disciples de Saint-Paul au Ier siècle de notre ère. L'origine du toponyme Hérouxville est liée la reconnaissance publique à l'égard de l'abbé Joseph-Euchariste Héroux (1863-1943), fondateur de la paroisse catholique. Il a exercé son œuvre sacerdotale de 1897 à 1899 en la mission de Saint-Timothée, dont il a ouvert les registres d'état civil. Par son œuvre, il a contribué à la création de la paroisse de Saint-Timothée, finalement érigée canoniquement le 15 septembre 1903.
Créé en 1898, le bureau de poste du village a été désigné Saint-Timothée d'Hérouxville, afin de rendre hommage à l'abbé Héroux. L'érection civile de la municipalité, officialisée le 13 avril 1904 par une publication dans la Gazette officielle du Québec, confirmait l'appellation de Municipalité de la paroisse de Saint-Timothée. Historiquement, dans l'usage populaire, les désignations Saint-Timothée et Hérouxville étaient souvent juxtaposée pour désigner la localité, le village, la gare, le bureau de poste, la municipalité, la commission scolaire, etc. Cette double appellation s'avérait troublante dans l'esprit du public. L'épellation du mot Timothée variait selon les auteurs ou les sources: Thimothée, Thimothé, Timothé... En sus, deux localités de la Montérégie utilisaient le toponyme Saint-Timothée, créant ainsi parfois des erreurs pour les services postaux ou de livraison.
Afin d'éviter ces confusions toponymiques, la municipalité a adopté en 1983 la désignation de Saint-Timothée-d'Hérouxville. La Commission de toponymie du Québec officialise peu après le toponyme Hérouxville le 9 janvier 1986.

## Histoire
La proximité d'Hérouxville avec la rivière Saint-Maurice a un impact majeur sur son développement économique de 1850 jusqu'à la fin du XIXe siècle. Le premier bateau à vapeur arriva aux Piles vers 1853-54. Achevé en 1880, le chemin de fer reliant Trois-Rivières a atteint Grandes-Piles (désigné autrefois Saint-Jacques-des-Piles), entraînant une ruée vers les forêts de la Haute-Mauricie. La construction du chemin de fer vers le lac Saint-Jean, puis le Transcontinental Railroad, et le harnachement des chutes de Shawinigan et Grand-Mère par des barrages hydro-électriques ont changé la donne, car les Piles n'avaient plus la même utilité économique comme site de transbordement entre les navires à vapeur du Saint-Maurice et les trains.
Le village est fondé en 1897 par l'abbé Joseph Euchariste Héroux. La fondation canonique de la paroisse de Saint Timothée est reconnue le 15 septembre 1903 et l'église bâtie en 1904, selon les plans de l'architecte Charles Lafond. Cependant, la fondation civile de la municipalité est officialisée le 13 avril 1904.
L'agriculture a joué un rôle important au cours de l'histoire d'Hérouxville, notamment en fournissant des provisions pour les missions et les chantiers de la vallée du Saint-Maurice,.

### Avant l'érection canonique de Saint-Timothée
1828 : Expéditions d'exploration de la vallée du Haut Saint-Maurice, par Joseph Bouchette et son équipe.
1850 : Début de l'exploitation forestière de la Moyenne et de la Haute-Mauricie.
1858 : Ouverture d'un premier chemin d'hiver entre Saint-Tite et Saint-Roch-de-Mékinac; puis entre Saint-Roch-de-Mékinac et La Tuque.
1879 : Arrivée du chemin de fer aux Piles, reliant Trois-Rivières à la rivière Saint-Maurice.
1882 : Construction de la route Lefebvre.
1887 : La compagnie Laurentide Pulp Company a construit une première usine fabriquant les pâtes et papiers, sous la direction de John Forman, de Montréal. Cette première usine canadienne de production du papier journal a favorisé grandement l'essor de la ville de Grand-Mère au XXe siècle.
1886 à 1891 : Prolongation du chemin de fer jusqu'à Hervey-Jonction.
1896 : Début de l'exploitation de la fromagerie de Clarisse Dessureault (épouse d'Hilaire Crête).

### Depuis l'érection canonique et municipale
1897
- Arrivée de l'abbé Joseph-Euchariste Héroux, desservant de la mission de Saint-Timothée.
- Ouverture des registres d'état civil par la Fabrique de Saint-Timothée.
- Érection de la chapelle de Saint-Timothée sur la Butte-à-Veillet, située au croissement des routes Lefebvre et de la voie ferrée.
- Construction de la route Paquin qui sera verbalisée en 1901.

1898
- Premier recensement de la Fabrique de Saint-Timothée, réalisé par l'abbé Joseph-Euchariste Héroux.
- Ouverture du bureau de poste à Hérouxville.
- Première visite officielle dans la localité de monseigneur Louis-François Richer dit Laflèche (1818-1898), évêque de Trois-Rivières.

1899
- Arrivée du second desservant de la chapelle, l’abbé Charles-Olivier Sicard De Carufel.
- Ouverture officielle du presbytère-chapelle, situé près de la gare.

1900
- Charles-Auguste Magnan rachète le patrimoine de George B. Hall.

1902
- Verbalisation du chemin de la Grande-Ligne.

- Arrivée de l'abbé Maxime Masson, lequel sera nommé en 1903 curé de Sainte-Thècle, où il construira l'église actuelle.

1903
- Arrivée du curé fondateur, l’abbé Raphaël Gélinas. Avant cette obédience, ce dernier a baptisé 72 enfants de 1901 à 1904 à Sainte-Thècle.
- Décret de l'évêque, daté du 15 septembre, statuant l’érection canonique de la paroisse de Saint-Timothée.

1904
- Création de la Commission scolaire de Saint-Timothée.
- Construction de l’église Saint-Timothée, près du chemin de fer.

1904
13 avril 1904 - La municipale est officiellement créée à la suite de la parution dans la Gazette officielle du Québec.
1905
- Érection d'un « chemin de croix »
- Visite du 20 juillet 1905 de Mgr François-Xavier Cloutier (1848-1934) pour bénir des premières cloches de l'église.

1906
- Création de la Ligue du Sacré-Cœur.

1907
- Implantation au village d'un système téléphonique de la compagnie de téléphone Saint-Maurice & Champlain.

1908
- Ouverture de l'hôtel d'Odilon Trépanier. Il a réaménagé sa maison afin d'accueillir les visiteurs, notamment les voyageurs de commerce.

1911
- Arrivée de l'abbé Alexandre Lavergne.

1912
- La Caisse Populaire de Saint-Timothée est constituée.

1914
- Mise sur pied de la Confrérie du Saint-Rosaire.

1915
- Adoption d'un règlement sur le droit de passage des installations électriques.

1920
- Feu de forêt aux alentours de la rivière Mékinac du Nord.

1923
- Importantes inondations en Batiscanie, notamment dans le bassin de la rivière des Envies. Beaucoup de chantiers forestiers sont évacués.

1924
- Une cellule locale de l'Union Catholique des Cultivateurs (UCC) est constituée.
- Incendie au village du bureau de poste, de deux maisons, une boutique de forge et quelques dépendances.

1925
- Une tornade frappe le secteur des Petites Forges, détruisant quelques bâtisses.
- Tremblement de terre.
- La "Consolidated Bathurst" achète plusieurs lots au rang Saint-Moïse et les reboise.

1928
- Arrivée de l’abbé Alphonse Lessard.
- Érection d’un couvent comportant quatre locaux de classes.
- Des lignes électriques de haute tension sont érigés sur le territoire de la municipalité.
- Fondation du "Cercle agricole".

1929
- Première exposition agricole. Les participants font parader des animaux en public.

1951
- Le Domaine Tavibois est créé à la limite de Grandes-Piles et d'Hérouxville. Ce centre de vacances familiales, de rencontre et de plein air, est possédé par la communauté des Filles de Jésus.

1957
- Camp Val Notre-Dame, un camp de vacances familiales établi, dans le Rang Sud de la rivière Mékinac.

## Géographie
Ce village est traversé par la route 153 entre les municipalités de Saint-Tite au nord-est et de Shawinigan au sud-ouest. Hérouxville est située à 9,6 km du centre-ville de Saint-Tite et à 13,3 km de celui de Grand-Mère.
Le centre du village est typique du régime seigneurial que le Gouvernement du Bas-Canada a aboli le 18 décembre 1854: le rang Saint-Pierre, aussi la rue Principale, sur lequel les maisons ne sont jamais vraiment distancées, et les terres sont profondes. Son plus grand édifice est l'église Saint-Timothée. Le rang Saint-Pierre de Hérouxville est la continuité du rang St-Pierre de Saint-Narcisse. Les villages d'Hérouxville et de Saint-Narcisse sont reliés par la route du rang Saint-Pierre et le chemin de la grande ligne.
La municipalité d'Hérouxville s'étend également autour de la partie nord du lac à la Tortue, tandis que la municipalité du Lac-à-la-Tortue administrait le reste du lac et des environs. En 2001, la municipalité du Lac-à-la-Tortue s'est fusionnée avec la ville de Shawinigan. Ce lac qui est entouré de chalets et de résidences, comporte la première base civile d'hydravions de l'histoire du Canada. Les aviateurs y sont arrivés en 1919, en inaugurant le premier vol commercial de l'histoire canadienne, immédiatement après la fin de la Première Guerre mondiale. À l'origine l'aviation au Lac-à-la-Tortue servait à la surveillance des feux de forêt. Progressivement, cette base d'hydravion a développé une grande vocation touristique, de villégiature, ainsi que pour les séjours de chasse & pêche dans les régions plus nordiques.

### Hydrographie
La rivière des Envies, un affluent de la rivière Batiscan, délimite l'est de la municipalité et coule vers le sud-est jusqu'à sa confluence au sud du village de Saint-Stanislas. La rivière Mékinac du Sud traverse le nord de la municipalité du nord-ouest vers le nord-est puis coule vers le nord-est jusqu'à sa confluence avec la rivière Mékinac du Nord à l'ouest de Saint-Tite.
À partir du lac à la Tortue, la rivière à la Tortue, un affluent de la rivière des Envies, coule vers le sud-est.
À partir du lac Noir, sur la limite sud de la municipalité, la rivière des Chutes coule vers le sud-est jusqu'à sa confluence avec la rivière Batiscan dans le sud de la municipalité de Saint-Stanislas.
À partir de son crénon, au nord-ouest de la municipalité, la rivière Noire coule vers sud-ouest jusqu'à sa confluence avec la rivière Saint-Maurice dans le sud-est de Shawinigan, .

## Démographie
| 1991  | 1996  | 2001  | 2006  | 2011  | 2016  | 2021  |
| ----- | ----- | ----- | ----- | ----- | ----- | ----- |
| 1 253 | 1 314 | 1 275 | 1 235 | 1 340 | 1 278 | 1 367 |

Logements privés occupés par les résidents permanents (2011) : 591 (sur un total de 650 logements).
Langue maternelle :
- Le français comme langue maternelle : 98,8 %
- L'anglais comme langue maternelle : 1,2 %
- L'anglais et le français comme première langue : 0 %
- Autres langues maternelles : 0 %

Note: Selon le recensement fédéral de 2006, 260 habitants de Hérouxville ont une certaine connaissance du français et de l'anglais.

## Administration
Les élections municipales se font en bloc pour le maire et les six conseillers.
| Hérouxville Maires depuis 2001                                                                                       |                      |         |          |
| Élection | Maire                | Qualité | Résultat |
| 2001 | Jean-Pierre Duchemin |         | Voir     |
| 2005 | Martin Périgny       |         | Voir     |
| 2009 | Bernard Thompson     |         | Voir     |
| 2013 | Bernard Thompson     | Voir    |          |
| 2017 | Bernard Thompson     | Voir    |          |
| 2021 | Bernard Thompson     | Voir    |          |
| Élection partielle en italique Depuis 2005, les élections sont simultanées dans toutes les municipalités québécoises |                      |         |          |

## Tourisme
Hérouxville offre aussi à ses visiteurs durant toute l'année les installations et les services du:
- Camp Val Notre-Dame, un camp de vacances familiales et de réunions,
- Domaine Tavibois, un centre de repos et de ressourcement.

## Divers
En janvier 2007, Hérouxville a attiré l'attention à l'échelle internationale, après que le conseil municipal a adopté un code de conduite qui s'attaquait aux accommodements religieux.

## Photographies

Tributaires des grandes rivières dans Hérouxville
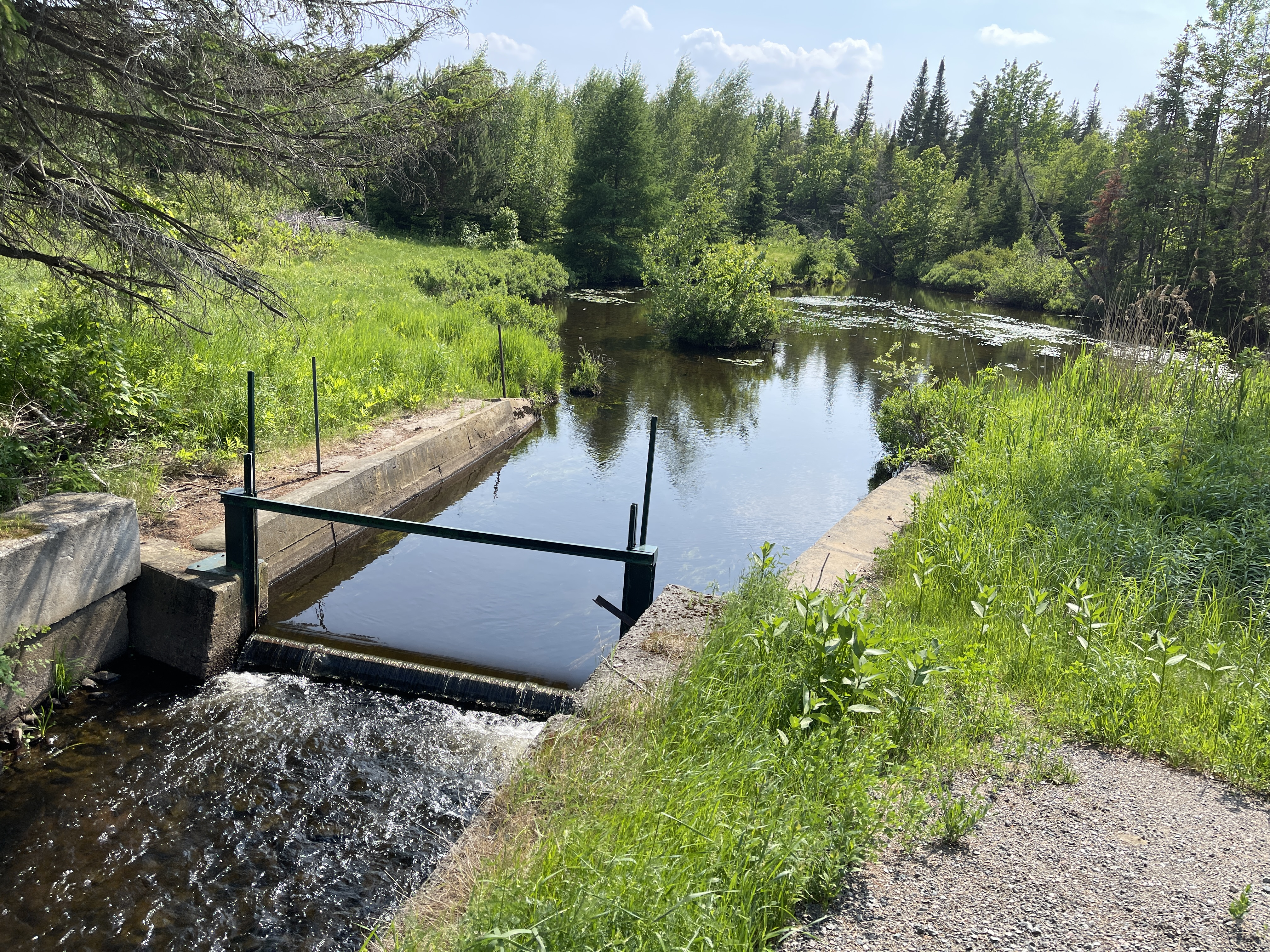
Barrage, rivière à la Tortue.
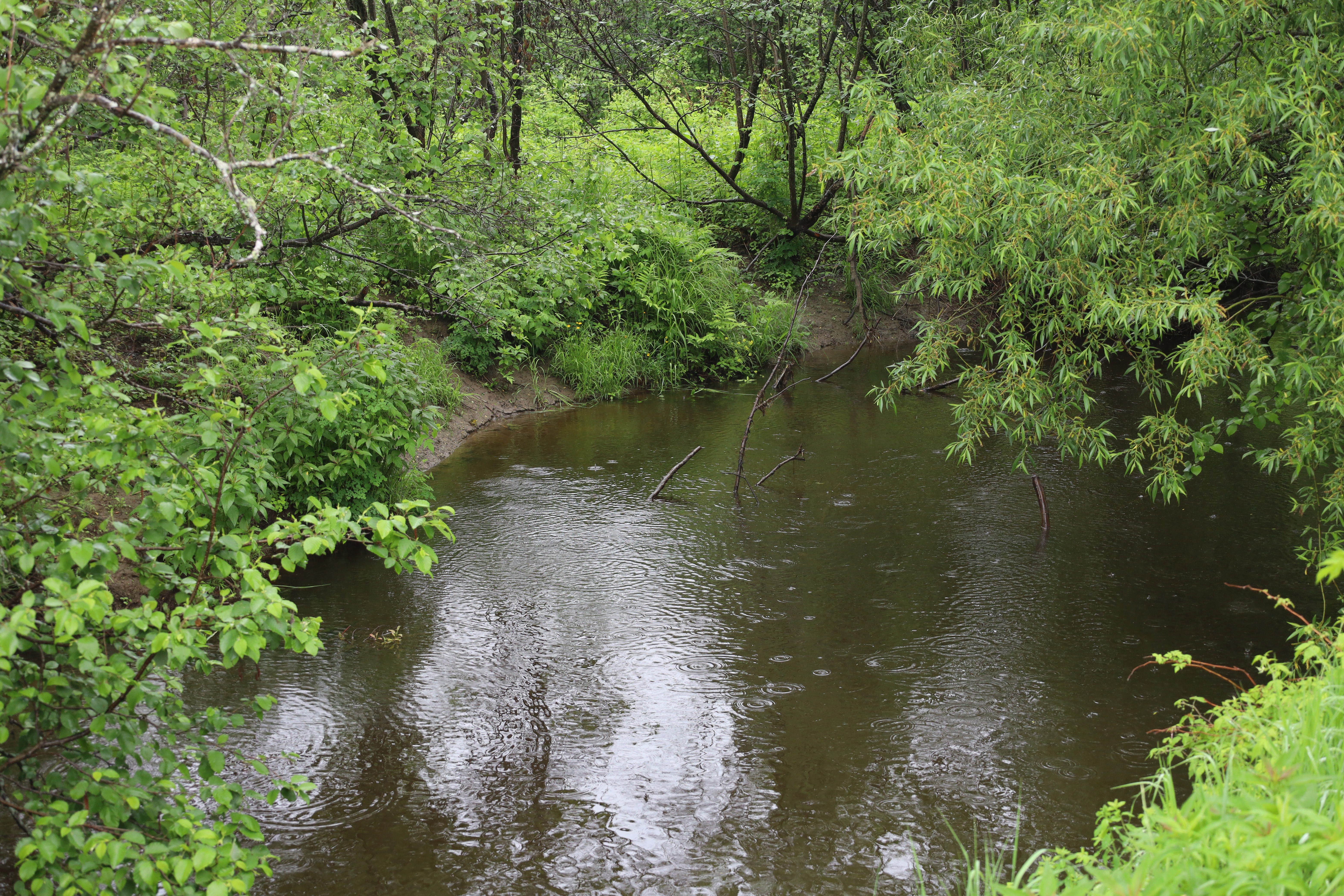
Rivière à la Tortue.
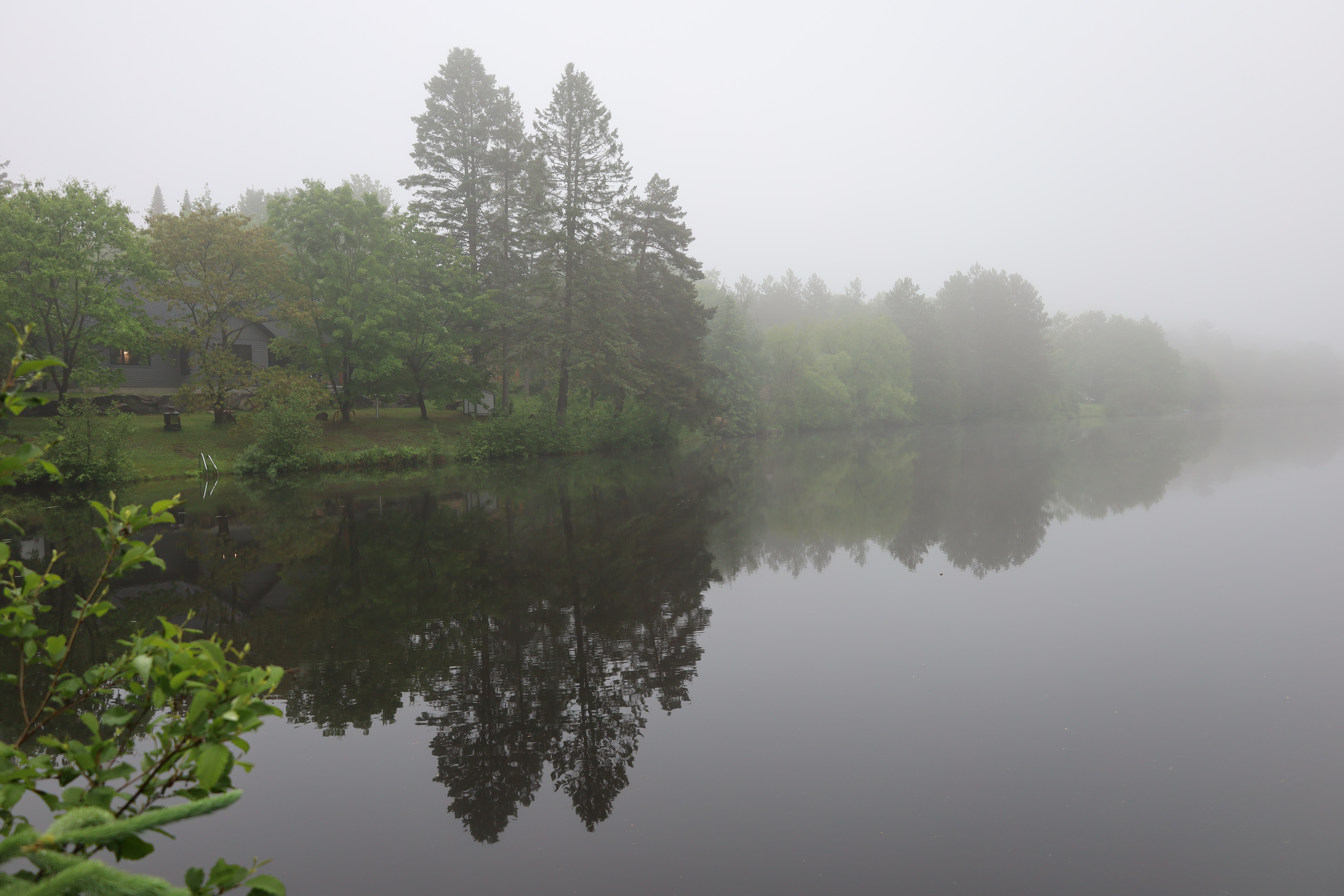
Rivière Mékinac du Sud.
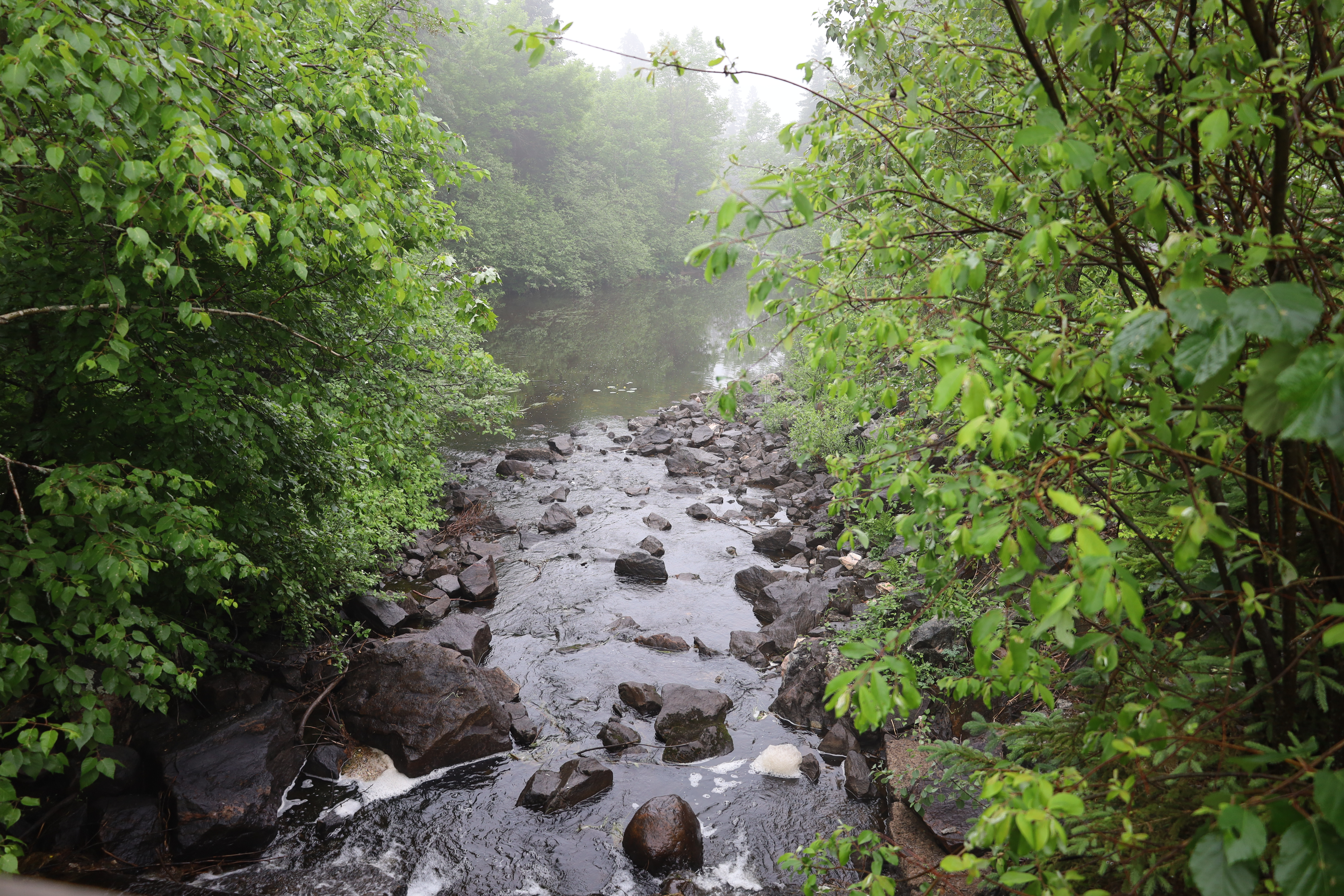
Rivière Mékinac du Sud.

#### Registres de l'état civil
- Répertoire des baptêmes, mariages et sépultures de la paroisse de Saint-Timothée d'Hérouxville, 1897-1999, Société d'histoire de Hérouxville, impression 2000.
- Répertoire des mariages de la paroisse de Saint-Timothée d'Hérouxville 1898-1980, Hérouxville, édité par la Fabrique de Saint-Timothé d'Hérouxville, 1982.
- Mariages de St-Séverin-de-Proulxville, 1889-1984, St-Timothée-de-Hérouxville, 1898-1981, St-Jacques-des-Piles, Grandes-Piles, 1885-1985, St-Jean-des-Piles, 1898-1980, St-Joseph-de-Mékinac, 1895-1985, St-Roch-de-Mékinac, 1904-1981, St-Théodore-de-la-Grande-Anse, 1904-1929. Crête, Georges, Ste-Foy, G. Crête, 1987.